# Трудовое (Амурская область)
Трудовое — упразднённое село в Ивановском районе Амурской области, Россия. На момент упразднения входила в состав Среднебельского сельсовета.

## География
Село располагалось восточнее урочища Падь Моховая, на краю левобережной поймы реки Зея, на расстоянии примерно 4 километров (по прямой) к северо-западу от села Приозёрное.

## История
В 1971 г. решением Амурского облисполкома Совета депутатов трудящихся присвоить наименование населенному пункту шестого отделения совхоза «Среднебельский» — село Трудовое.
Решением Амурского исполкома от 7 июля 1986 1986 года № 310, село Трудовое исключено из учётных данных.